# Xanthorhoe rectior
Xanthorhoe rectior är en fjärilsart som beskrevs av Edward P. Wiltshire 1976. Xanthorhoe rectior ingår i släktet Xanthorhoe och familjen mätare. Inga underarter finns listade i Catalogue of Life.